# 文心雕龍研究 (龔菱)
《文心雕龍研究》是龔菱著述《文心雕龍》的著作。1982年由文津出版社出版。

## 內容
此書分為上、中、下編三編。上編七章，包括作者刘勰、写作背景、写作动机、书名的涵义、成书年代与其他著述、版本著录、文论体系。中编二章，包括了枢纽论和文体论。下编二章，包括创作论和批评论。总计全书十一章，二十八节。每章之前有概说，章末有结语，书末有“总结论」。

## 分析
牟世金認為有些章節沒有勉強設立章節的必要，例如「书名的涵义」一節就分作《取名「文心」的用意》和《取名「雕龍」的用意》，指「勉強而實沒有特立章節的必要」。他認為，和王更生的《文心雕龙研究》相比，指雖然未算是「后来居上，但在论述的全面系统上，却是有所发展的」，指王著對於对创作论的研究过于单薄，而此書虽只一章，却有在創作論方面有九節，佔全書的二十八節的三分之一。但是在書中也出現有可以斟酌的位置，例如創作論首論《神思》和《養氣》兩篇，但是卻沒有說明其實際的理由。他又指，作者為了做到追求還原原著，但是又求全面，因此難免出現「面面俱到的平實陳說，雖言簡意賅但是點到即止」，陳述不夠深入，也有語焉不詳的感受。此外，此書使用的表格很多，一共有十八種，其中兩種是轉用自王更生和李曰剛的，牟世金認為當中的表格過多，而並非全屬必要的。:94-97
張少康認為，龔菱的著作雖然沒有很多新的論點，但是這對於劉勰和《文心雕龍》的基本問題介紹全面而具體，對於了解《文心雕龍》有很好的積極作用。張文勛認為，雖然精深不及王更生的《文心雕龍研究》，但是也有創新之處，指他沿用《文心雕龍》本身的篇章體系作比較性的研究是值得稱道的。